# Mikhaïl Mikhaïlov (écrivain)
Pour les articles homonymes, voir Mikhaïl Mikhaïlov.
Mikhaïl Larionovitch Mikhaïlov (Михаи́л Ларио́нович (Илларио́нович) Миха́йлов), né le 4/16 janvier 1829 à Oufa et mort le 3/15 août 1865 au village de Kadaïa (actuel kraï de Transbaïkalie), est un poète, écrivain, féministe et traducteur russe opposant au régime tsariste.

## Biographie
Mikhaïl Mikhaïlov est le fils d'un fonctionnaire (Illarion Mikhaïlovitch Mikhaïlov, mort en 1845 en tant que directeur d'une mine de sel d'État d'Iletsk) et d'une princesse kirghize (Olga Vassilievna Ourakova, morte en 1841). Son grand père paternel, Mikhaïla, était serf et fut tué dans des conditions rapportées par Sergueï Axakov-Kouroïedov dans ses Chroniques familiales. On constate que Mikhaïl Mikhaïlov est à demi aveugle de naissance à cause d'un malformation des paupières et on lui fait subir une opération chirurgicale, ce qui explique l'apparence anormale de ses yeux sur ses portraits.
Mikhaïl Mikhaïlov étudie d'abord à demeure, puis au gymnasium d'Oufa sans terminer ses études secondaires. Il maîtrise les langues étrangères, surtout l'allemand, ainsi que le grec ancien. Il entre comme auditeur libre à l'université de Saint-Pétersbourg en 1844. il publie pour la première fois en 1845 dans L'Illustration. Son père rompt alors avec lui car il ne voulait pas que son fils se lance dans une carrière littéraire.
Mikhaïlov s'installe en 1849 à Nijni Novgorod comme fonctionnaire tout en poursuivant ses activités littéraires. Il publie dans Le Moscovite de Pogodine, travaille dans le département du sel du gouvernement de Nijni Novgorod et prend sa retraite de fonctionnaire en 1852 pour s'installer à Saint-Pétersbourg où il collabore surtout à la revue Le Contemporain et aux Annales de la Patrie. 
À la fin des années 1850 et au début des années 1860, Mikhaïlov se lance dans des activités révolutionnaires. Il se rend à Paris, où il critique le caractère réactionnaire de la société du Second Empire, fait l'éloge de la poésie de Béranger, de Pierre Dupont et d'Eugène Pottier (plus tard auteur de L'Internationale), puis se rend à Londres au printemps 1861 où il rencontre Herzen et publie la proclamation À la jeune génération («К молодому поколению»). Il est arrêté à son retour en Russie pour avoir répandu un appel à la révolution à Saint-Pétersbourg. Il est condamné aux travaux forcés pour douze ans et demi et est envoyé en Sibérie en 1862 à la katorga de Nertchinsk; mais sa peine est raccourcie à six ans. Il travaille à la mine d'or de Kazakov. Mikhaïlov organise une école pour les enfants des ouvriers. À l'automne 1863, il est transféré à Gorni Zerentouï près de Nertchinsk et ensuite au village de Kadaïa où il sympathise avec des insurgés polonais déportés et qualifie l'insurrection polonaise d'« héroïque ». C'est à Kadaïa qu'il termine à la fin de l'année 1864 son roman Ensemble («Вместе»), écrit ses Billets («Записки») et ses Croquis sibériens. Il meurt à Kadaïa. Évoquant les révolutionnaires des années 1860, Lénine classe Mikhaïlov « parmi les ennemis conscients et catégoriques de la tyrannie et de l'exploitation ».

## Vie privée
Mikhaïlov a une liaison en 1861 avec Lioudmila Chelgounova (née Michaëlis, âgée de 29 ans) qui quitte pour lui son mari, l'écrivain révolutionnaire Nikolaï Chelgounov. Elle donne naissance en 1862 à Saint-Pétersbourg au fils de Mikhaïlov, Mikhaïl (1862-1897), et ensuite rejoint Mikhaïlov à Nertchinsk. Il semble qu'elle ait voulu l'aider à s'enfuir.

## Création littéraire
Mikhaïl écrivit des poèmes, des articles sur la littérature et sur la situation sociale («Jane Eliot», «James Stuart Mill», «Sur l'émancipation des femmes», «Humour et poésie en Angleterre», etc.), des romans et des nouvelles: Les Oiseaux migrateurs («Перелётные птицы»), Adam Adamytch («Адам Адамыч»), La Dentellière («Кружевница»), L'Africain («Африкан»), Lui («Он»), Les Yeux bleus («Голубые глаза»), etc. Ses œuvres les plus connues sont sa nouvelle Adam Adamytch, qui raconte de façon ironique la vie d'un professeur d'allemand, et son roman Les Oiseaux migrateurs qui relate la vie d'acteurs itinérants provinciaux. Quelques traductions de poèmes par Mikhaïlov figurent dans les manuels de l'époque, comme Le Fils du nègre de Longfellow, Le Chant de la chemise de Thomas Hood, ou Prométhée enchaîné d'Eschyle. C'est Mikhaïlov qui a fait connaître à la société russe les poèmes de Heinrich Heine qui étaient alors presque inconnus. 
Son article Les femmes : leur éducation et leur place dans la famille et la société, écrit comme une sorte de polémique avec Proudhon, est le fondement de sa vision d'une nouvelle conception de la famille. C'est l'un des premiers à évoquer l'égalité des droits et le droit de vote pour les femmes.
L'édition posthume de ses poèmes en 1866 à Saint-Pétersbourg a été interdite par la censure. Ses articles ont été de nouveau publiés à partir des années 1903-1905.

## Source de la traduction
- (ru) Cet article est partiellement ou en totalité issu de l’article de Wikipédia en russe intitulé « Михайлов, Михаил Ларионович » (voir la liste des auteurs).